# Myioborus ornatus
Mariquita-adornada ou mariquita-de-fronte-dourada (Myioborus ornatus) é uma espécie de ave da família Parulidae.
Pode ser encontrada nos seguintes países: Colômbia e Venezuela.
Os seus habitats naturais são: regiões subtropicais ou tropicais húmidas de alta altitude.